# Pietro Valnegro

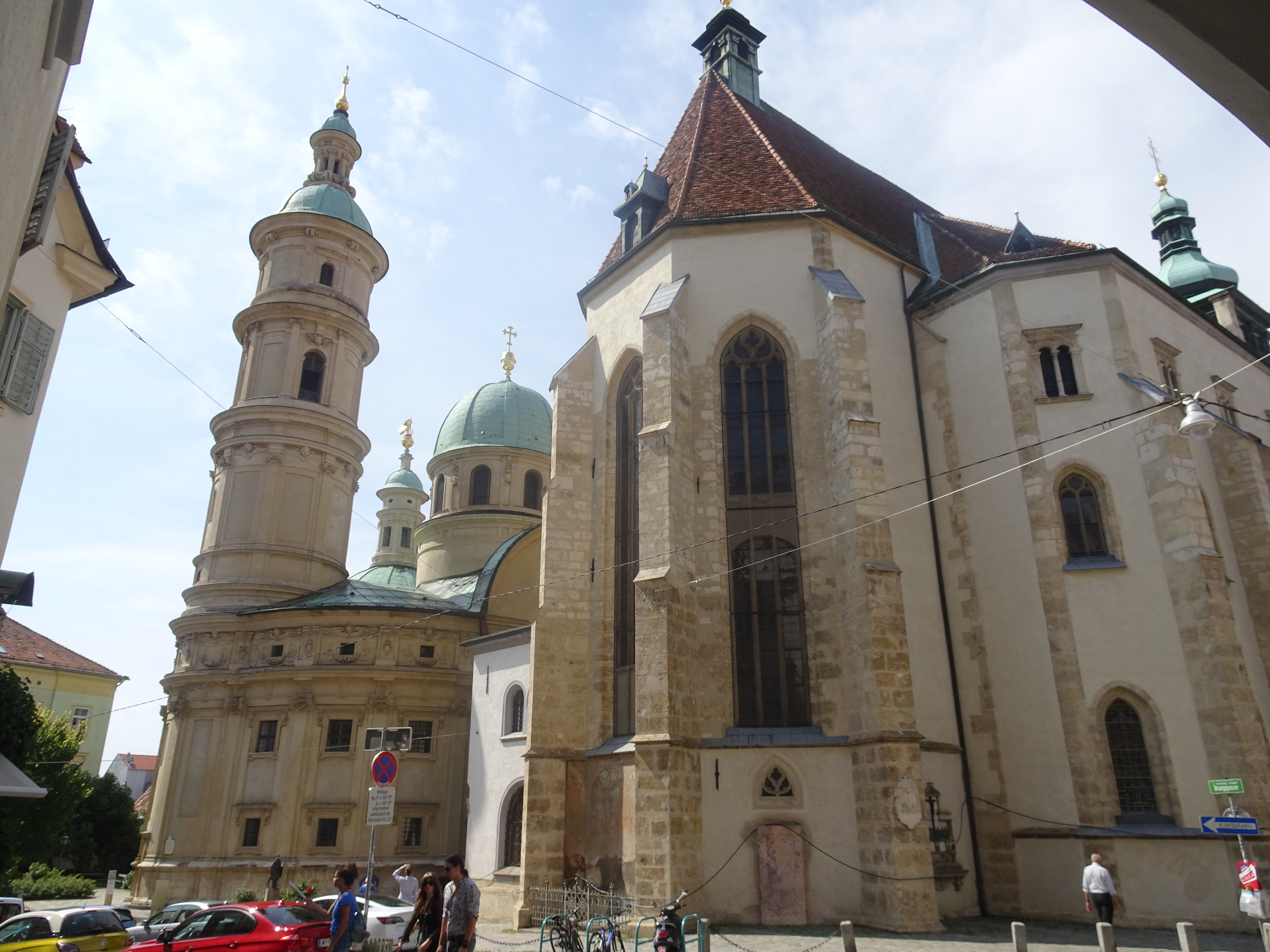
Mausoleum Kaiser Ferdinand II., Katharinenkirche

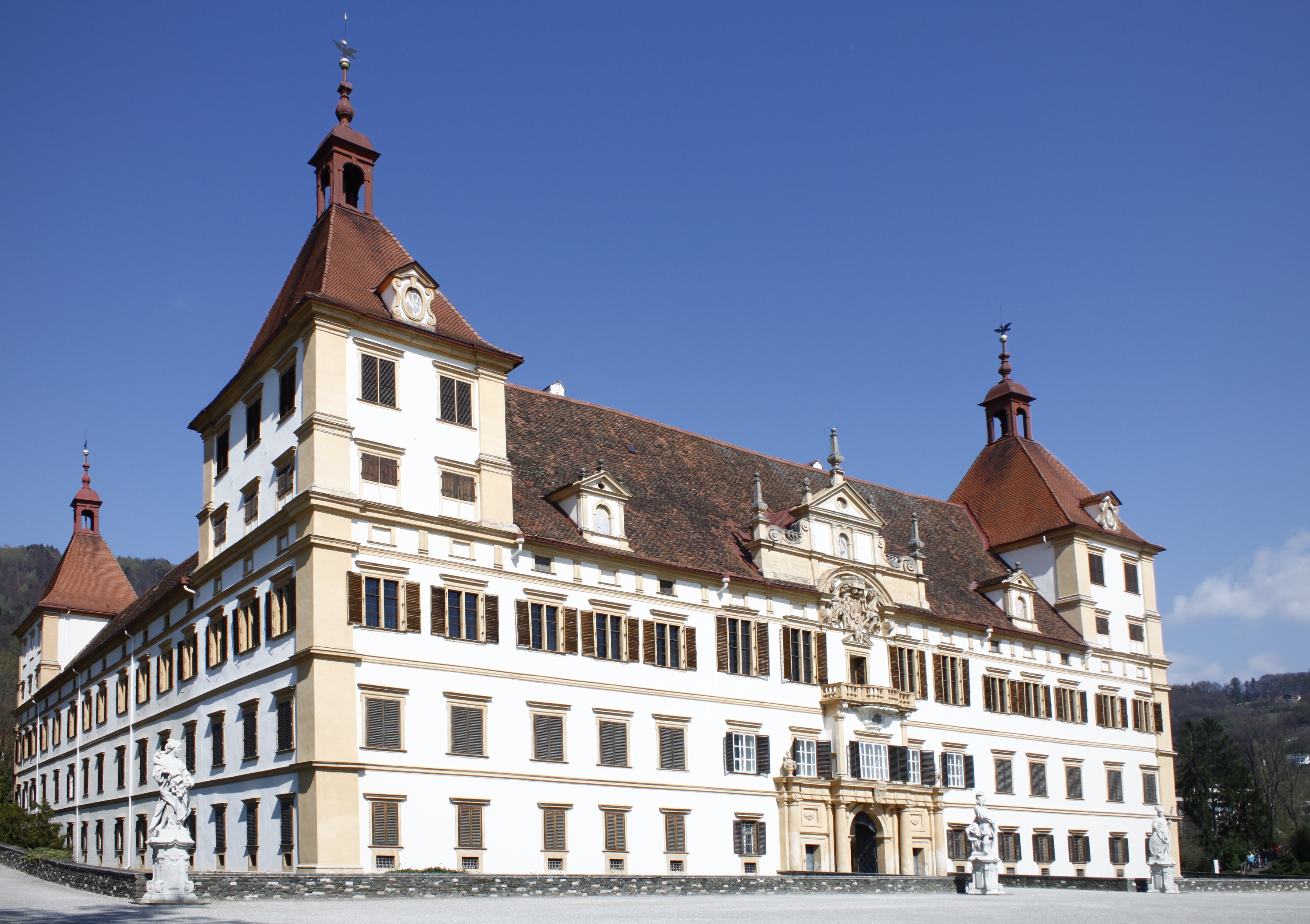
Schloss Eggenberg

Pietro Valnegro (auch Peter Valnegro, * in Verna d’Intelvi; † 25. März 1639 in Graz) war ein Stadtmaurer in Graz, Hofbaumeister und Architekt.

## Leben

### Familie
Herkunft aus Verna im Val d’Intelvi. Dieses Tal war Heimat berühmter Baumeister-, Steinmetz- und Stuckateurfamilien. Aus dem kleinen Dorf Verna stammen u. a. die Bertoletti, Solari und Valnegra.
Ein jüngerer Bruder war Simon Valnegro, er wurde auch ein Baumeister in Graz. Pietro heiratete Maria, Nachkommen aus dieser Ehe waren (eine Auswahl) 1611 Franz, 1615 Johann Baptist und 1616 Johann Carl, mit Giovanni Pietro de Pomis, Hofmaler, als Taufpaten.
Nach Marias Tod ehelichte der Witwer am 30. September 1618 Frau Magdalena, Witwe des Domenico C. Sohn Paul aus erster Ehe verheiratete sich am 26. August 1629 mit Helena, Tochter des Hans Ludwig, gewester Verwalter zu Landsberg sel. mit Justina. Die Witwe Magdalena starb am 6. April 1641 in Graz.

#### Verwandtschaft
Der Architekt Santino Solari wurde 1576 in Verna geboren, seine Eltern waren Cristoforo Solari und Margherita, geborene Valnegra.

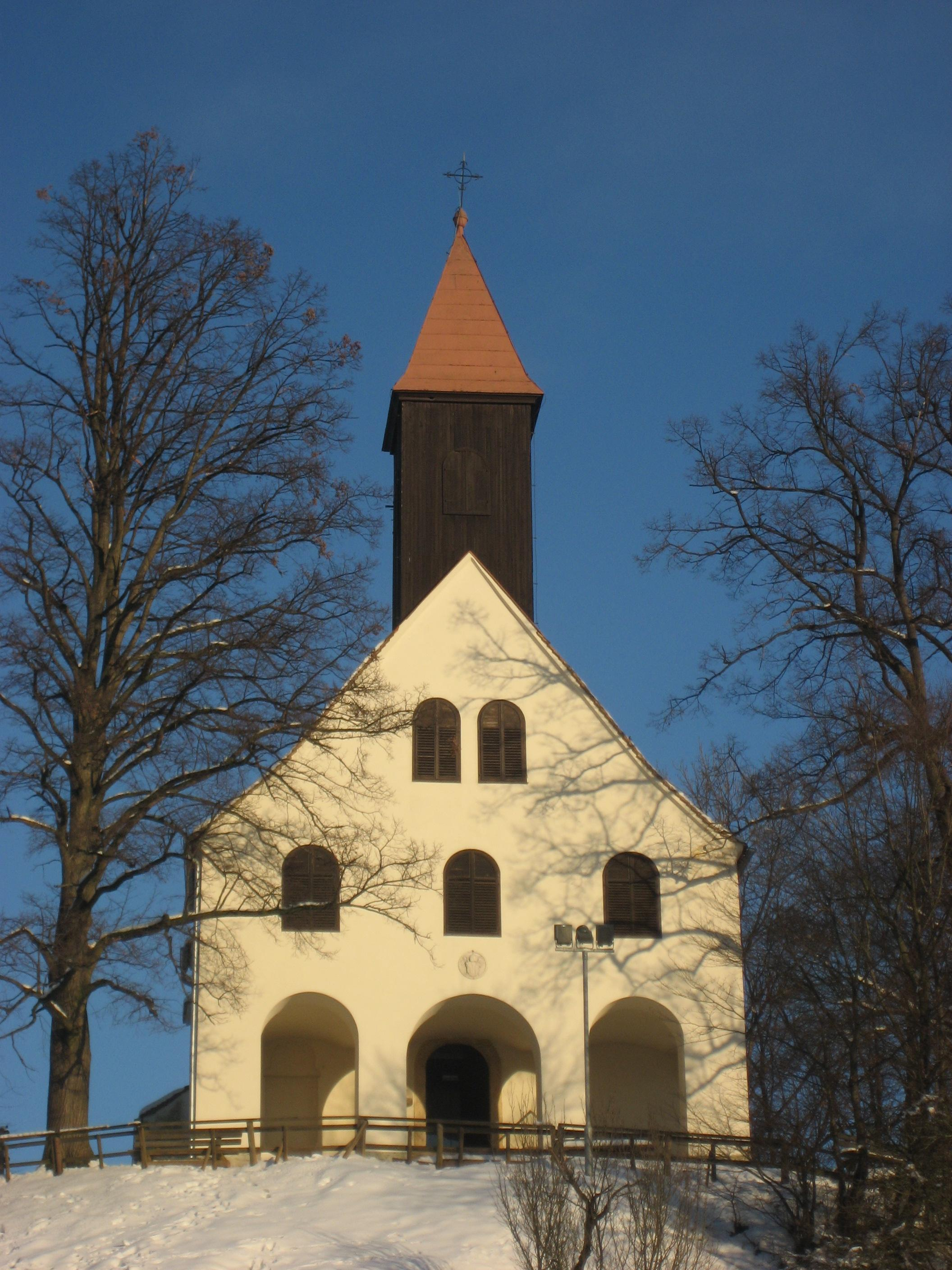
St. Johann und Paul Kirchlein

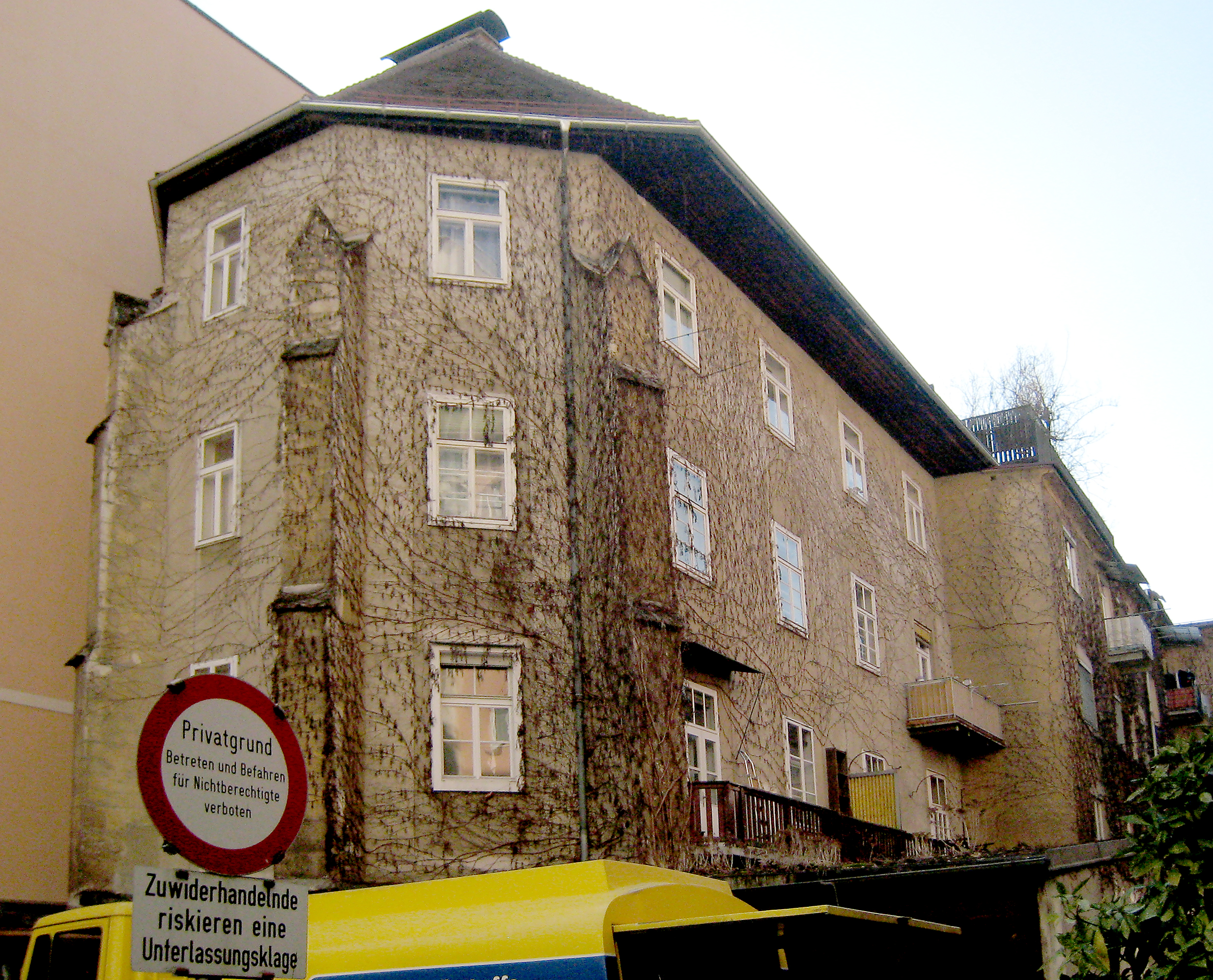
Bürgergasse 13, hofseitig Reste der Dominikanerinnenkirche

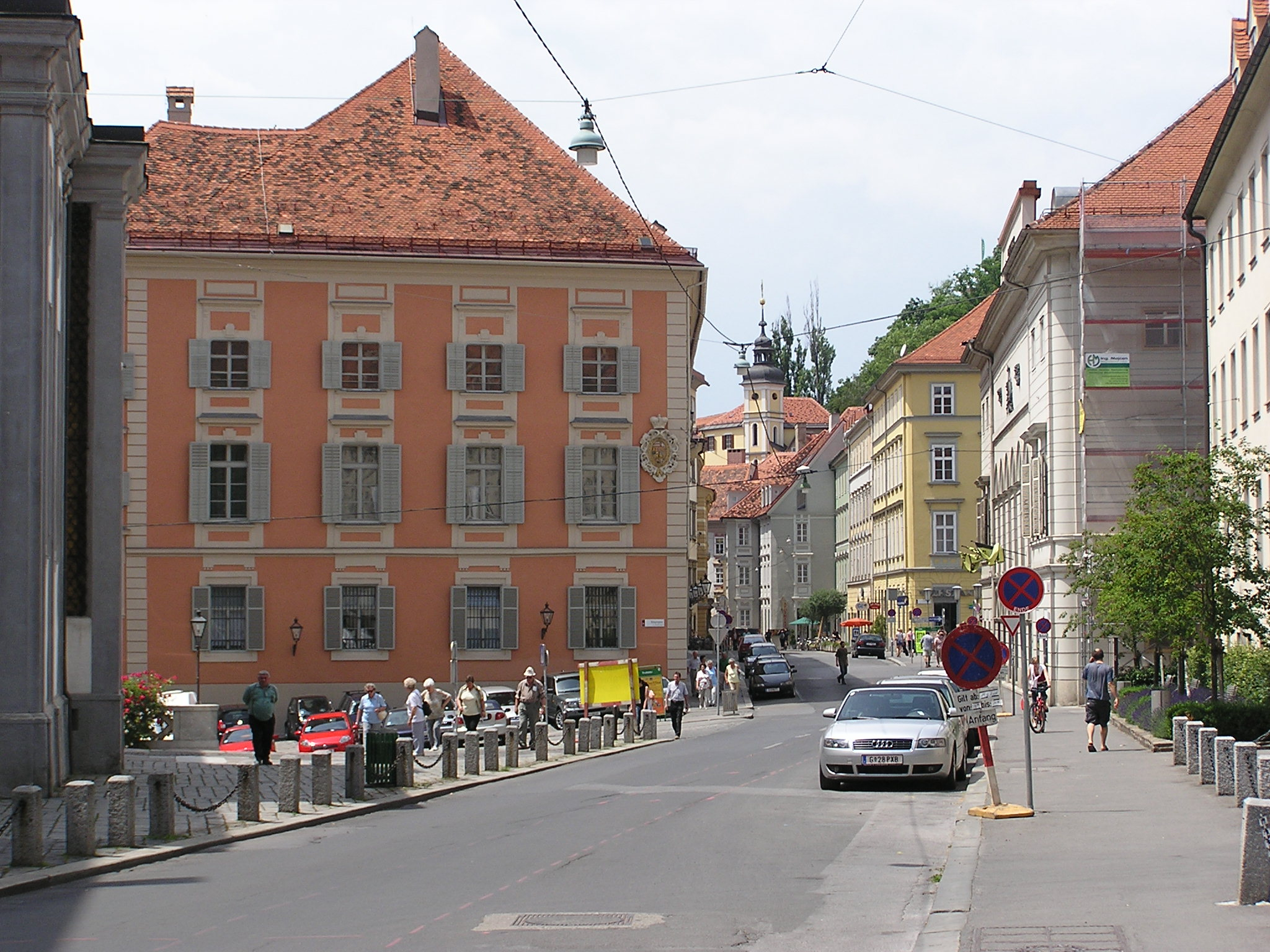
Alte Universität, Hofgasse

### Obervorsteher der Maurerzunft in Graz
1617 Bericht einer kirchlichen Visitation des Bischofs Jakob Eberlein von Seckau bei der Zunft der Maurer und Steinmetzen in Graz. Obervorsteher der Maurerpoliere war Petrus Wolnegra, bei den Steinmetzen Bernardus Coleti.

#### Stadtmaurer und Hofbaupolier
In Graz gab es kurz nach 1600 einen neuen Hofbaupolier.

### Werke in Graz

#### St. Johann und Paul Kirche
Die kleine Bergkirche in Graz, Bezirk Wetzelsdorf war verfallen, so wandte sich 1589 Erzherzogin Maria von Innerösterreich an den Admonter Abt Johann IV. Hoffmann mit der Mahnung, das Kirchlein in besseren Stand zu setzen.
Die Kirche wurde durch Baumeister Pietro Valnegro erweitert. Zu diesem Zeitpunkt war er noch nicht zum Hofbaupolier ernannt.

#### Ehem. Dominikanerinnenkirche und Kloster in der Bürgergasse 13
Heute steht in der Bürgergasse 13 ein Wohnhaus, 1599 ließen die Dominikanerinnen ihre dort befindliche Kirche umbauen, dokumentiert ist u. a. Pietro Valnegro.

#### Alte Universität
Die Alte Universität wurde 1607–1609 nach Entwürfen von Pietro Valnegro erbaut.

#### Mariahilferkirche
Die Stifter der Mariahilferkirche, Erzherzog Ferdinand III. von Innerösterreich und Hans Ulrich von Eggenberg beauftragten den Architekten Giovanni Pietro de Pomis. Sein Schüler Hofbaupolier Pietro ValnegroDie leitete von 1607 bis 1611 die Bauarbeiten.

#### Renaissancefestung  Schlossberg
Der Festungsbaumeister Domenico dell’Allio lebte seit ca. 1530 in der Steiermark, der Vater war Maurermeister in Radkersburg. Er modernisierte die Festungsanlage. Die Bauarbeiten wurden im 17. Jahrhundert unter Mitwirkung italienischer Baumeister und Architekten weitergeführt. Pietro Valnegro lieferte 1608 „Ausgestaltungen und Entwürfe.“

#### Ehem. Hofpfennigmeisteramt in der Hofgasse 2
Erzherzog Ferdinand kaufte 1604 das Haus in der Hofgasse 2 und ließ es 1621 durch seinen Hofbaumeister Peter Valnegro zum Hofpfennigmeisteramt umbauen.

#### Schloss Eggenberg
Nach de Pomis Ableben, führte der Festungsbaumeister Laurenz van de Sype die Bauarbeiten am Schloss Eggenberg weiter. Bis das Gebäude unter den Polieren de Pomis, Pietro Valnegro und Antonio Pozzo fertiggestellt wurde.

#### Katharinenkirche und Mausoleum
Am 6. März 1633 starb Giovanni Pietro de Pomis, der Erbauer des Mausoleums. Kaiser Ferdinand II. bestimmte in Wien als Nachfolger Hofbaupolier Pietro Valnegro, der den Bau 1638 zu Ende führte, wobei er Änderungen am obersten Turmgeschoß vornahm. Er bezog 1635 ein jährliches Gehalt von 50 Gulden, im Jahr darauf 70 Gulden. Der Turm wurde um ein Geschoß und die Laterne erhöht. Als Kaiser Ferdinand II. 1637 im Grazer Mausoleum beigesetzt wurde, war der Außenbau der Katharinenkirche und des Mausoleums weitgehend vollendet.

#### Bonaventurakapelle in der Mariahilfkirche
Die Bonaventurakapelle war eine kaiserliche Taufkapelle neben der Sakristei in der Mariahilfkirche wurde von 1635 bis 1639 von Baumeister Peter Valnegro errichtet.

### Werke in der Steiermark

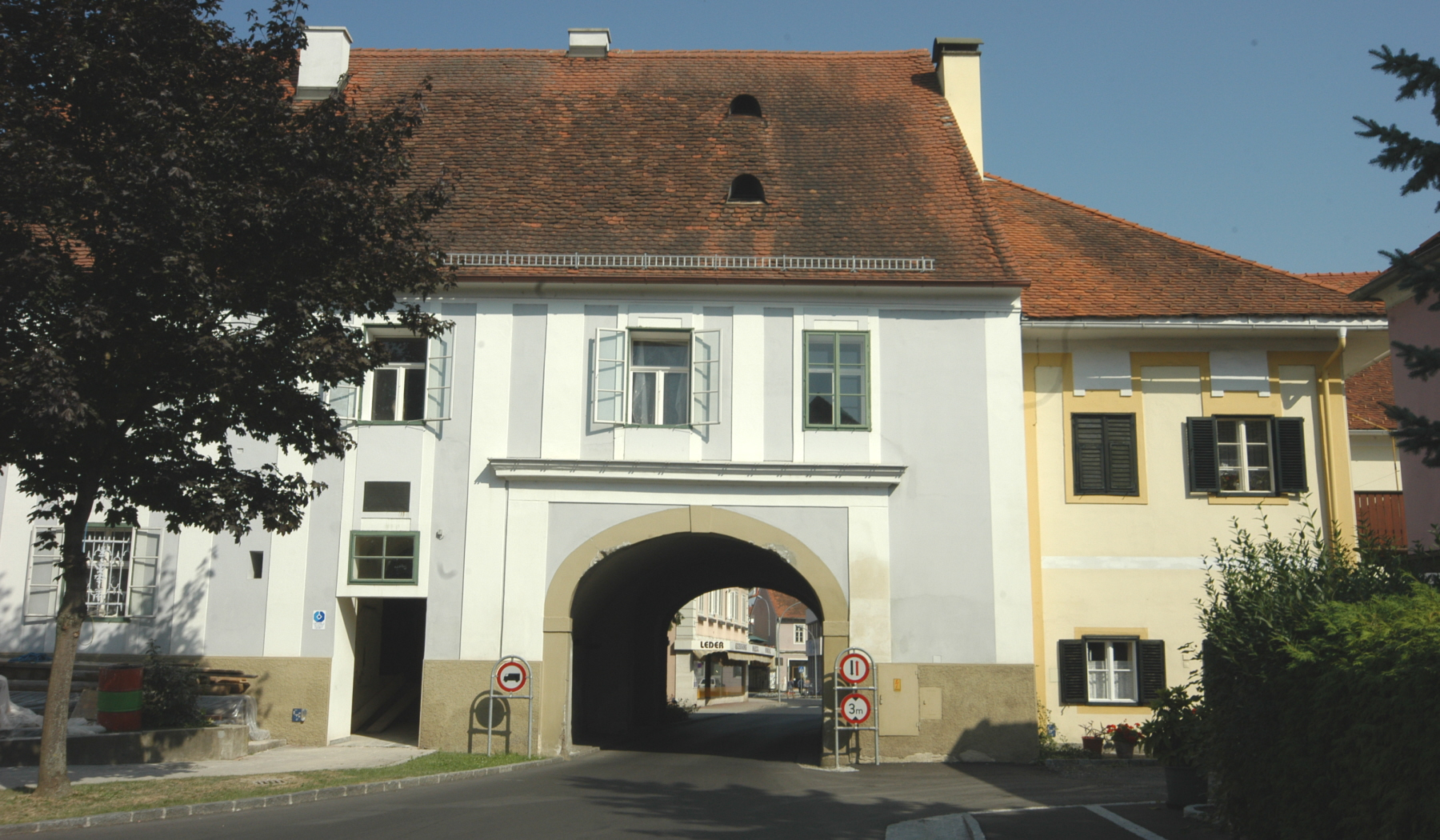
Feldbach, das Grazer Tor war Teil einer geschlossenen Wehranlage
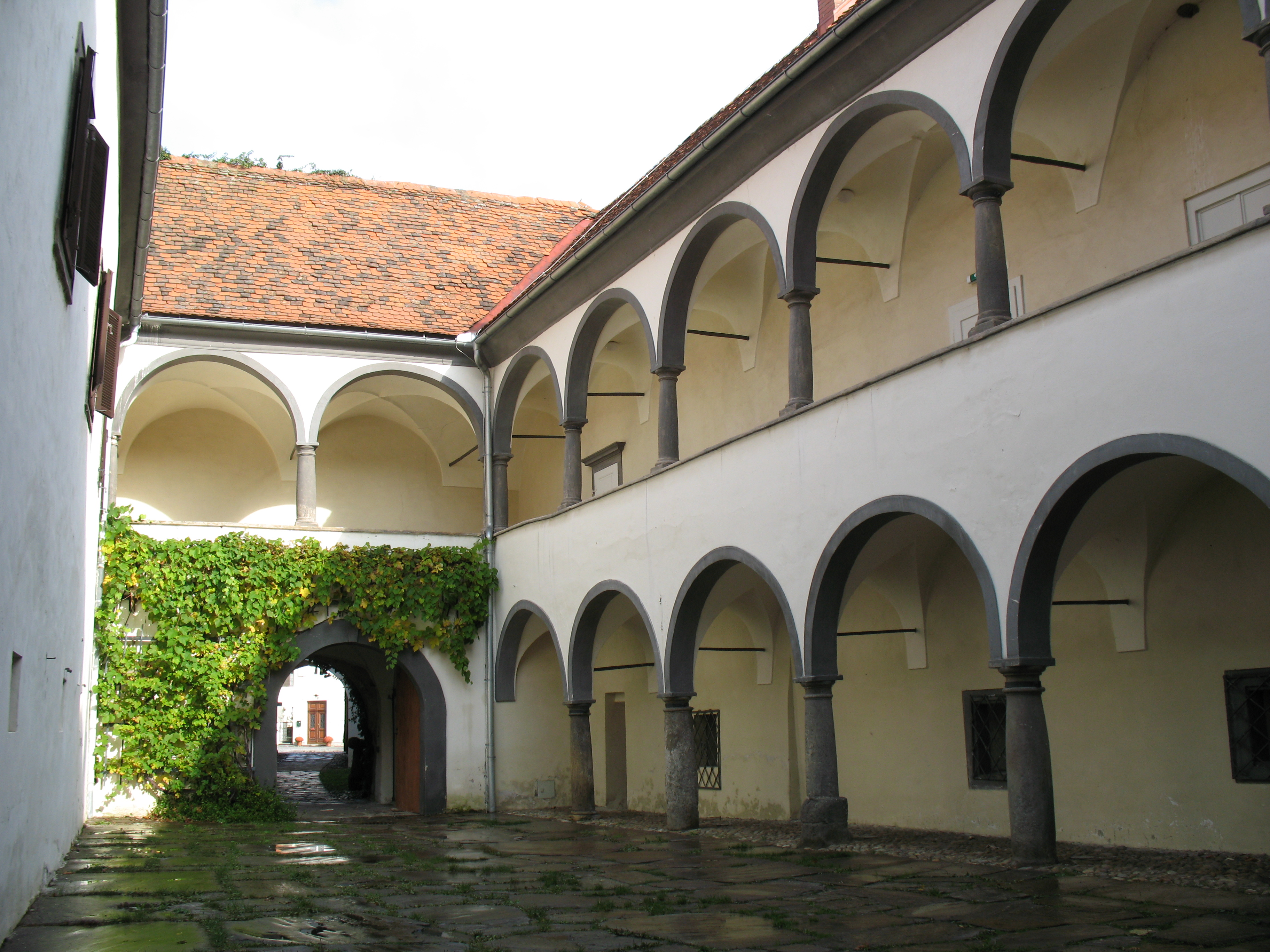
Bad Radkersburg Museum Provianthaus-Zeughaus
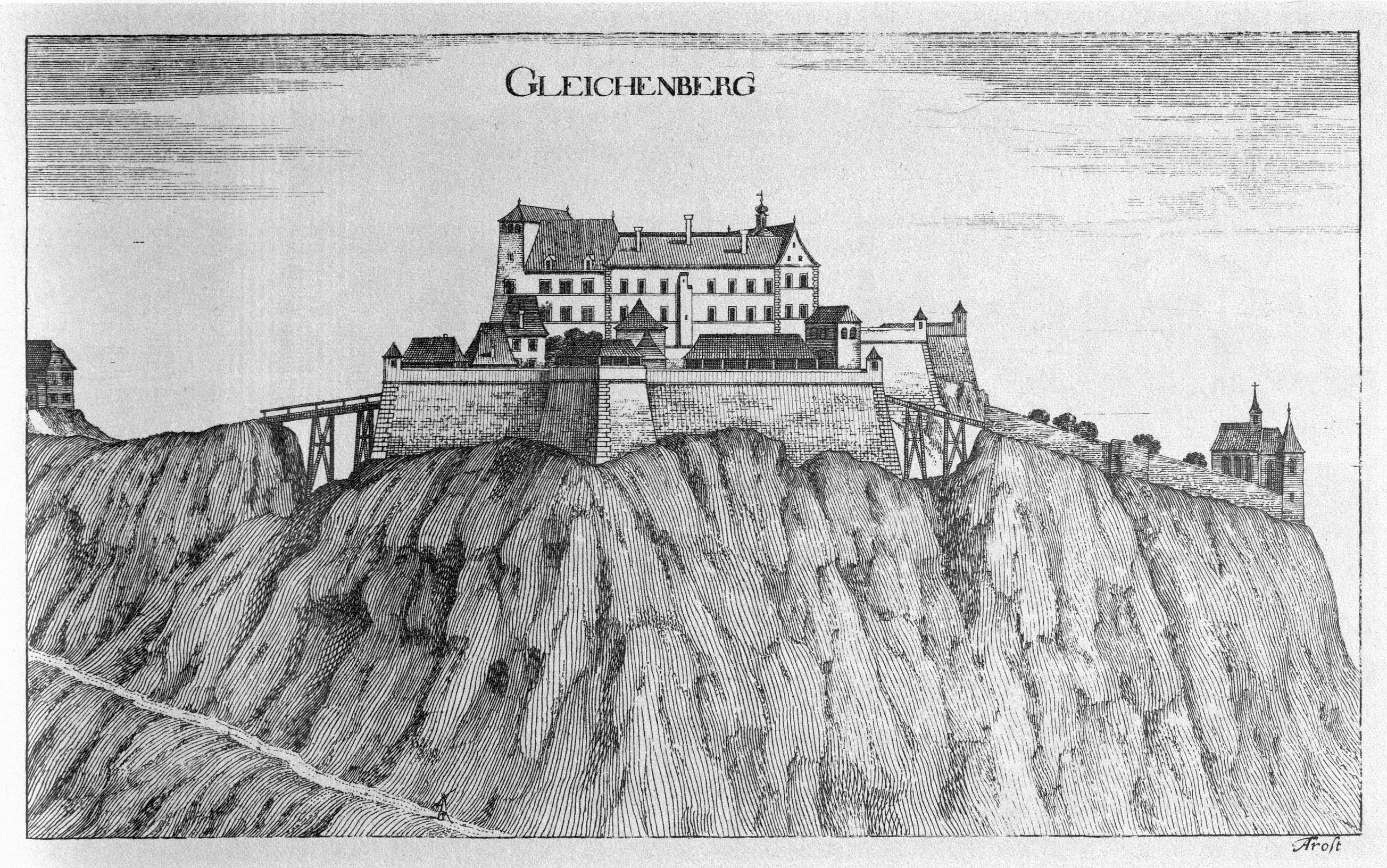
Schloss Gleichenberg

#### Feldbach Wehranlage – Tabor
Der Feldbacher Tabor waren befestigte Häuser, die um die Pfarrkirche von Feldbach errichtet wurden. Die drei Tore dieser Wehranlage („Grazer Tor“) baute Pietro Valnegro von 1621 bis 1627 mit dem Steinmetzen Giovanni Mamolo.

#### Ehem Provianthaus in Bad Radkersburg
Das Zeughaus wurde im Jahre 1588 vom Baumeister Franz Marbl zeitgleich mit einem Provianthaus errichtet. Die beiden Gebäude waren über Höfe baulich verbunden. Im Innenhof zeigen sich über zwei Geschoße toskanische Säulenarkaden. 1639 erfolgte ein Umbau mit Pietro Valnegro.

#### Burg Neu-Gleichenberg in Bad Gleichenberg, Bezirk Feldbach
Die Trauttmansdorff ließen die Festung Gleichenberg von Peter Valnegro ausbauen.

### Werk in Slowenien

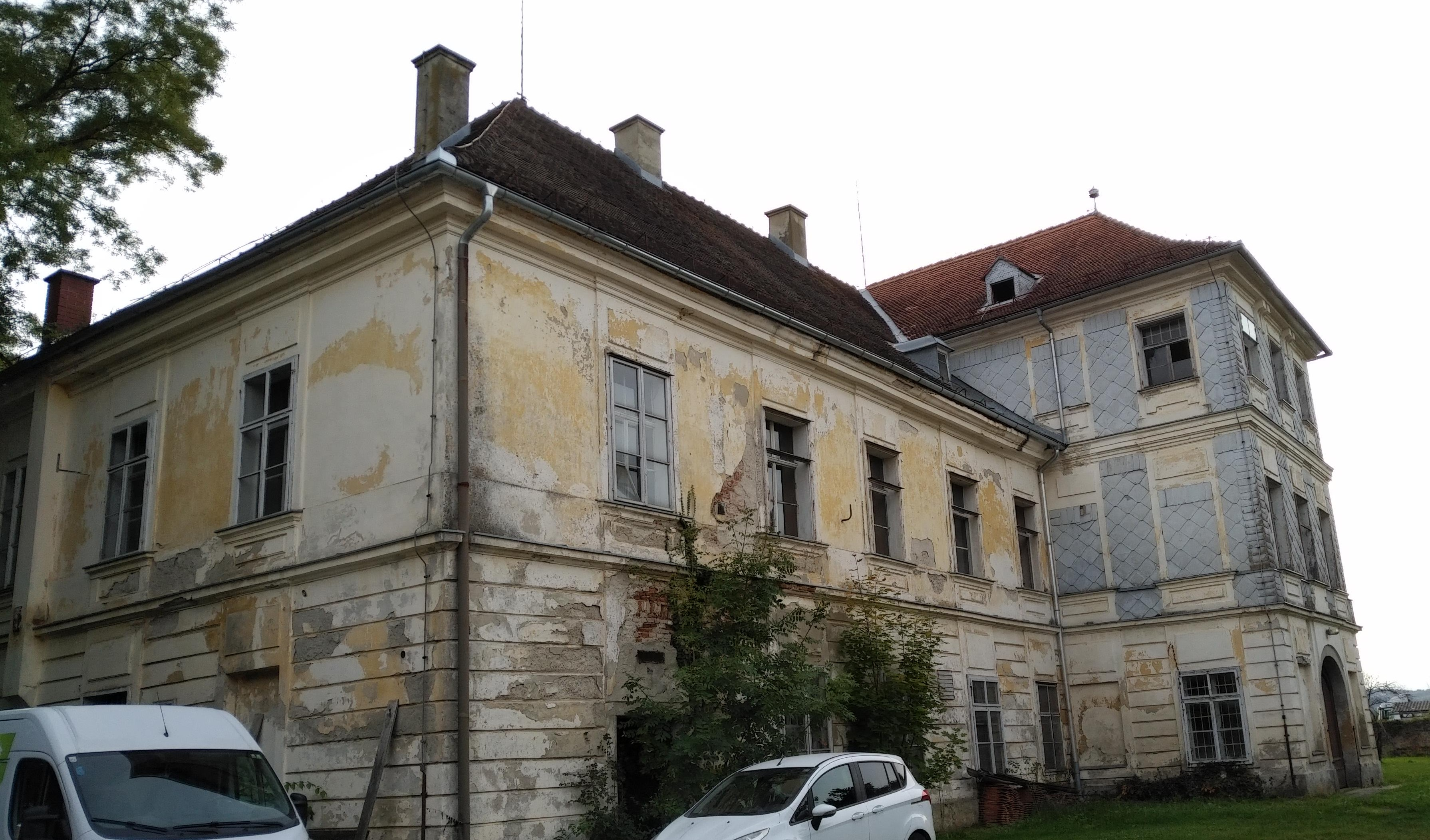
Schloss Freudenau Črnci, Foto 2022

#### Schloss Freudenau – Herrenhaus in Črnci
Die Geschichte der Barockarchitektur in Slowenien beginnt mit dem Herrenhaus Črnci im frühen 17. Jahrhundert. Das Schloss Freudenau dokumentiert auf slowenischem Boden die neue barocke Stilrichtung. Am Bau war mehrere Jahre lang der italienischstämmige Baumeister Pietro Valnegro bzw. Peter Vläneger aus Graz († 1639) beteiligt, der nach 1625 auch mit dem Bau des Rittergutes Eggenberg in Graz verbunden war.